# إديث تشيزمان
فلورنس إديث تشيزمان (بالإنجليزية: Florence Edith Cheesman) (1877–1964) رسامة وكاتبة بريطانية، اشتهرت بالألوان المائية ورسوم حياة الطيور العربية وإنتاج سلسلة من الطوابع البريدية والبطاقات البريدية العراقية التي تصور الحياة البرية.

## حياتها
ولدت فلورنس إديث تشيزمان عام 1877 في ويستوال في كنت. كانت واحدة من أبناء فلورنس مود تاسيل الخمسة وروبرت تشيزمان، وهو مزارع نبيل ذو إمكانيات متواضعة. تلقت هي وإخوتها تعليمهم المبكر على يد مربية. لاحقًا، التحقت إيديث وشقيقتها إيفلين تشيزمان بمدرسة في برايتون تديرها الآنسة كولينغوود. هناك حصلوا على أسس في الفرنسية والألمانية. أصبحت الشقيقتان مربيتين، إديث في ساري وإيفلين في ميدلاندز. كانت أختها إيفلين تشيزمان عالمة حشرات مشهورة ومؤلفة غزيرة الإنتاج.
كان شقيقها العقيد روبرت إرنست تشيزمان، ضابطًا عسكريًا بريطانيًا ومستكشفًا ومؤلفًا وعالم طيور. كانت عالمة الحشرات والرحالة البريطانية إيفلين تشيزمان هي أختها الصغرى. أمضت وقتًا طويلاً في الخارج، برفقة شقيقها في مهماته المختلفة. في أوائل العشرينيات من القرن الماضي، عمل شقيقها سكرتيرًا خاصًا للسير بيرسي كوكس خلال فترة عمله كمفوض سامٍ للعراق. وهناك تعرفت إديث على جيرترود بيل وبدأت في رسم صور ومشاهد من الحياة العراقية، بما في ذلك صورة الملك فيصل الأول (1921)، ومنزل غيرترود بيل في بغداد (1921) وحسن الصقر (أو حسن الصقور (1921) أيضًا). مثل مناظر الشوارع وغيرها من الأعمال.
بعد الاحتلال البريطاني للعراق، أظهر الإنجليز قدرًا كبيرًا من الاهتمام بمعرفة المزيد عن الأرض. أصبحت لوحات ورسومات تشيزمان لبلاد ما بين النهرين شائعة جدًا، وتم عرضها في عدد من صالات العرض في لندن وكانت موضوعًا لعدد من المراجعات الإيجابية للغاية. في عام 1922، أعرب بي جي كونودي، في صحيفة ديلي ميل، عن أمله في ألا يتم استخدام "المناظر الخلابة لبلاد ما بين النهرين" التي رسمها تشيزمان كدعاية لدعم استمرار احتلال بريطانيا للأرض. في عام 1923، نشرت انطباعاتها عن بلاد ما بين النهرين في كتاب بعنوان ببساطة، بلاد ما بين النهرين (العراق) بالألوان المائية.
زارت جنوب أفريقيا في حوالي عام 1918، وعادت إلى هناك، وعاشت الجزء الأخير من حياتها في ناتال في وادي ألف تلال، بالقرب من تل بوتا. في عام 1924، كلفتها حكومة غولد كوست بإنتاج سلسلة من الألوان المائية لمعرض الإمبراطورية في ويمبلي. تم نشرها كبطاقات بريدية.
العديد من أعمالها موجودة في المجموعة الفنية الحكومية في المملكة المتحدة، بما في ذلك لوحة زيتية على قماش لمنزل غيرترود بيل في بغداد، والمعلقة في السفارة البريطانية في بغداد.

## تصميمات الطوابع البريدية

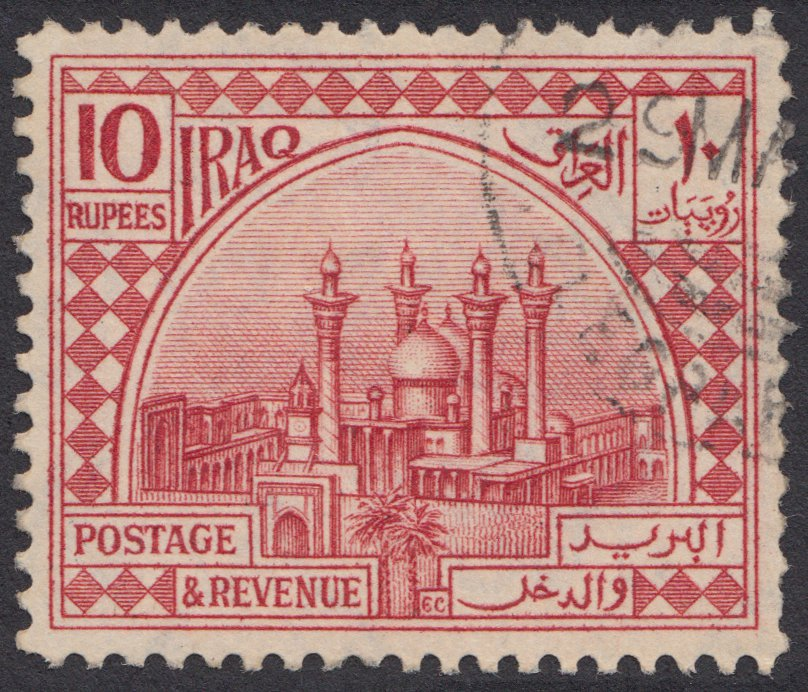
طابع بريد عراقي بقيمة 10 روبية، صممته تشيزمان وأصدر عام 1923

كانت تشيزمان مع مارجوري ماينارد مصممًا للطوابع البريدية الأولى التي أصدرها العراق (المعروف آنذاك باسم المملكة العراقية تحت الإدارة البريطانية، عام 1921)، والتي تصور الفن والهندسة المعمارية العراقية التاريخية. لم يتم إصدار الطوابع حتى عام 1923. كانت الطوابع النهائية مقومة بعملة الآنا والروبية الهندية، وصممت تشيزمان الطوابع ذات القيم 0.5A، 1A، 4A، 6A ، 8A، 2R، 5R و10R . تم كتابة "العراق" و"البريد والدخل" باللغتين الإنجليزية والعربية. ظل معظمها معروضًا للبيع حتى تقديم المجموعة الجديدة في 17 شباط 1931، وتم استخدامها بريديًا بعد ذلك.